# كأس النمسا 2003–04
كأس النمسا 2003–04 (بالألمانية: Österreichischer Fußball-Cup 2003/04)‏ هو موسم من كأس النمسا. أشرف على تنظيمه اتحاد النمسا لكرة القدم، وفاز فيه غراتزر أي كاي.